# Chișlaz
Chișlaz è un comune della Romania di 3 296 abitanti, ubicato nel distretto di Bihor, nella regione storica della Transilvania.
Il comune è formato dall'unione di 7 villaggi: Chiraleu, Chișlaz, Hăucești, Mișca, Poclușa de Barcău, Sărsîg, Sînlazăr.